# 13a etapa del Tour de França de 2012
La 13a etapa del Tour de França de 2012 es disputà el dissabte 14 de juliol de 2012 sobre un recorregut de 217 km entre les localitats de Sent Paul de Tricastin i Cap d'Agde.
El vencedor de l'etapa fou André Greipel (Lotto-Belisol) que s'imposà a l'esprint a Peter Sagan (Liquigas-Cannondale) i Edvald Boasson Hagen (Team Sky). Aquest fou la tercera etapa guanyada de Greipel en aquesta edició. No es produí cap canvi significatiu en les diferents classificacions, mantenint tots els ciclistes els lideratges respectius.

## Perfil de l'etapa
La sortida es dona a Sent Paul de Tricastin, al departament de la Droma i que després de 217 km durà els ciclistes fins al Mediterrani, a Cap d'Agde. El recorregut és majoritàriament pla, amb sols una dificultat muntanyosa puntuable, el Mont Saint-Clair a Seta, de tercera categoria i sols 1,6 km al 10,2%. L'esprint intermedi es troba a Lo Castèl, al quilòmetre 126,5.

## Desenvolupament de l'etapa

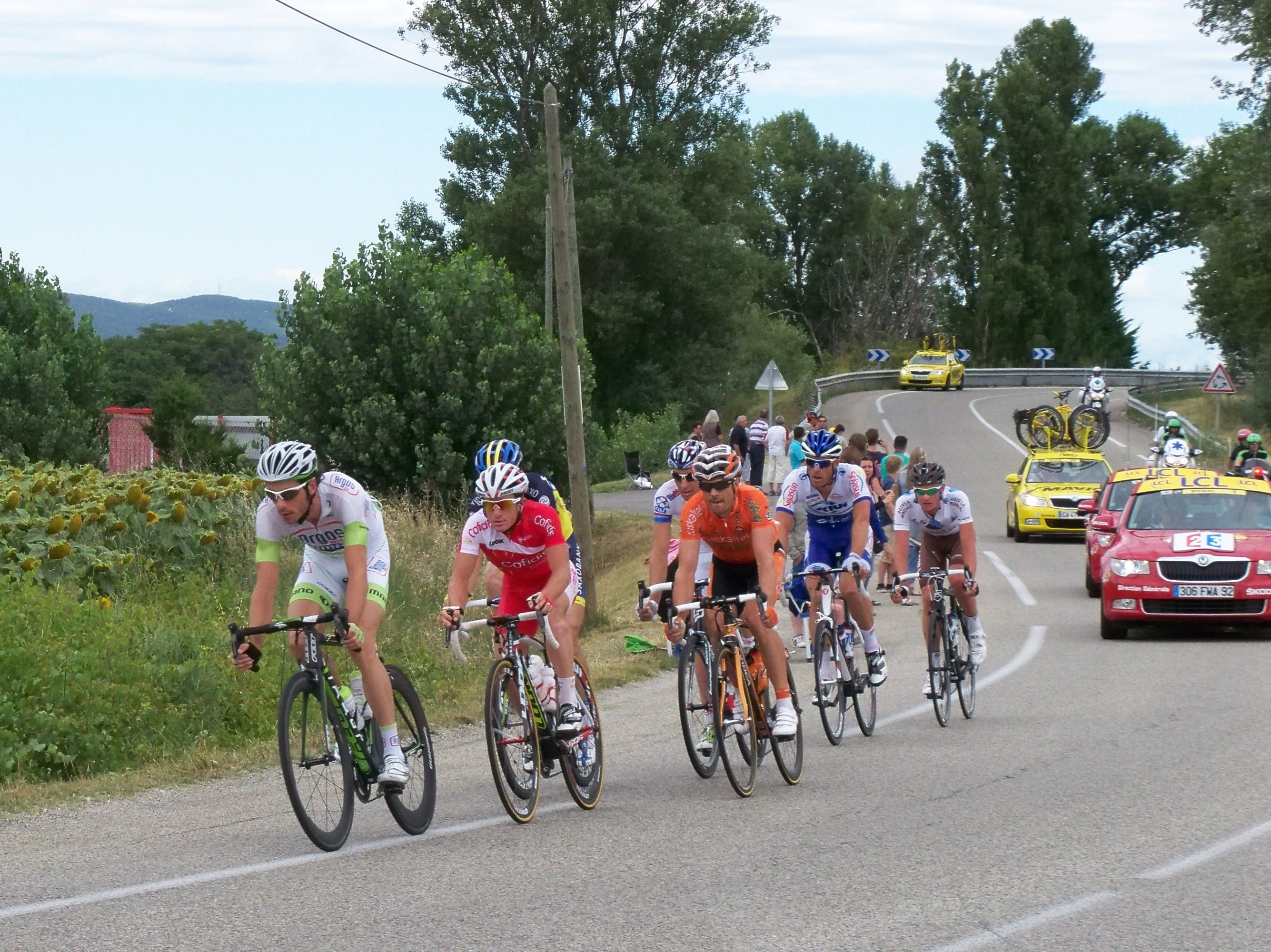
Els escapats a Lamotte-du-Rhône (Km 40).

En el dia de la Festa nacional francesa, els ciclistes francesos van ser molt actius a l'hora d'incorporar-se a l'escapada del dia. Fins a cinc dels vuit escapats eren francesos: Samuel Dumoulin (Cofidis), Mathieu Ladagnous (FDJ-BigMat), Jimmy Engoulvent (Saur-Sojasun), Maxime Bouet (AG2R La Mondiale) i Jérôme Pineau (Omega Pharma-Quick Step). El grup es completà amb Pablo Urtasun (Euskaltel–Euskadi), Michael Mørkøv (Team Saxo-Tinkoff) i Roy Curvers (Argos-Shimano).
Aquesta escapada es formà al quilòmetre 20 d'etapa i el seu avantatge màxim fou de gairebé deu minuts al km 35, abans que l'Orica-GreenEDGE passés a encapçalar el grup principal per reduir el temps. Urtasun fou el primer a passar per l'esprint intermedi de Lo Castèl, mentre Peter Sagan (Liquigas-Cannondale) fou el primer al grup principal. Al km 63 Mørkøv atacà als seus companys d'escapada. Aconseguí una màxima diferència d'un minut, però finalment va ser agafat pel gran grup en l'ascens a Mont Saint-Clair a Seta.
Cadel Evans (BMC Racing Team) i Jurgen van den Broeck (Lotto-Belisol) van atacar al Mont-Saint-Clair, trencant-se el gran grup, però sense que cap dels importants de la general perdessin contacte. En el grup cadavanter es van mantenir sols uns 25 ciclistes, amb André Greipel (Lotto-Belisol) i Sagan com a únics esprintadors. Els intents d'escapada d'Aleksandr Vinokúrov (Astana Qazaqstan Team), Michael Albasini (Orica-GreenEDGE) i Luis León Sánchez (Rabobank ProTeam) no tingueren èxit i finalment a l'esprint guanyà Greipel, per davant de Sagan i Edvald Boasson Hagen (Team Sky).

## Punts
| Primer  | Pablo Urtasun (ESP)      | 20 pts |
| Segon   | Roy Curvers (NED)        | 17 pts |
| Tercer  | Jérôme Pineau (FRA)      | 15 pts |
| Quart   | Matthieu Ladagnous (FRA) | 13 pts |
| Cinquè  | Jimmy Engoulvent (FRA)   | 11 pts |
| Sisè    | Samuel Dumoulin (FRA)    | 10 pts |
| Setè    | Maxime Bouet (FRA)       | 9 pts  |
| Vuitè   | Michael Mørkøv (DEN)     | 8 pts  |
| Novè    | Peter Sagan (SVK)        | 7 pts  |
| Desè    | André Greipel (GER)      | 6 pts  |
| Onzè    | Matthew Goss (AUS)       | 5 pts  |
| Dotzè   | Daryl Impey (RSA)        | 4 pts  |
| Tretzè  | Baden Cooke (AUS)        | 3 pts  |
| Catorzè | Bernhard Eisel (AUT)     | 2 pts  |
| Quinzè  | Michael Rogers (AUS)     | 1 pt   |

| Primer  | André Greipel (GER)        | 45 pts |
| Segon   | Peter Sagan (SVK)          | 35 pts |
| Tercer  | Edvald Boasson Hagen (NOR) | 30 pts |
| Quart   | Sébastien Hinault (FRA)    | 26 pts |
| Cinquè  | Daryl Impey (RSA)          | 22 pts |
| Sisè    | Julien Simon (FRA)         | 20 pts |
| Setè    | Marco Marcato (ITA)        | 18 pts |
| Vuitè   | Philippe Gilbert (BEL)     | 16 pts |
| Novè    | Peter Velits (SVK)         | 14 pts |
| Desè    | Danilo Hondo (GER)         | 12 pts |
| Onzè    | Vincenzo Nibali (ITA)      | 10 pts |
| Dotzè   | Bradley Wiggins (GBR)      | 8 pts  |
| Tretzè  | Janez Brajkovic (SVN)      | 6 pts  |
| Catorzè | Kevin de Weert (BEL)       | 4 pts  |
| Quinzè  | Christopher Froome (GBR)   | 2 pts  |

## Cotes
- 1. Cota d'Ardoix. 159m. 3a categoria (km 194) (1,6 km al 10,2%)

| Primer | Jurgen Van den Broeck (BEL) | 2 pts |
| Segon  | Cadel Evans (AUS)           | 1 pt  |

## Classificació de l'etapa

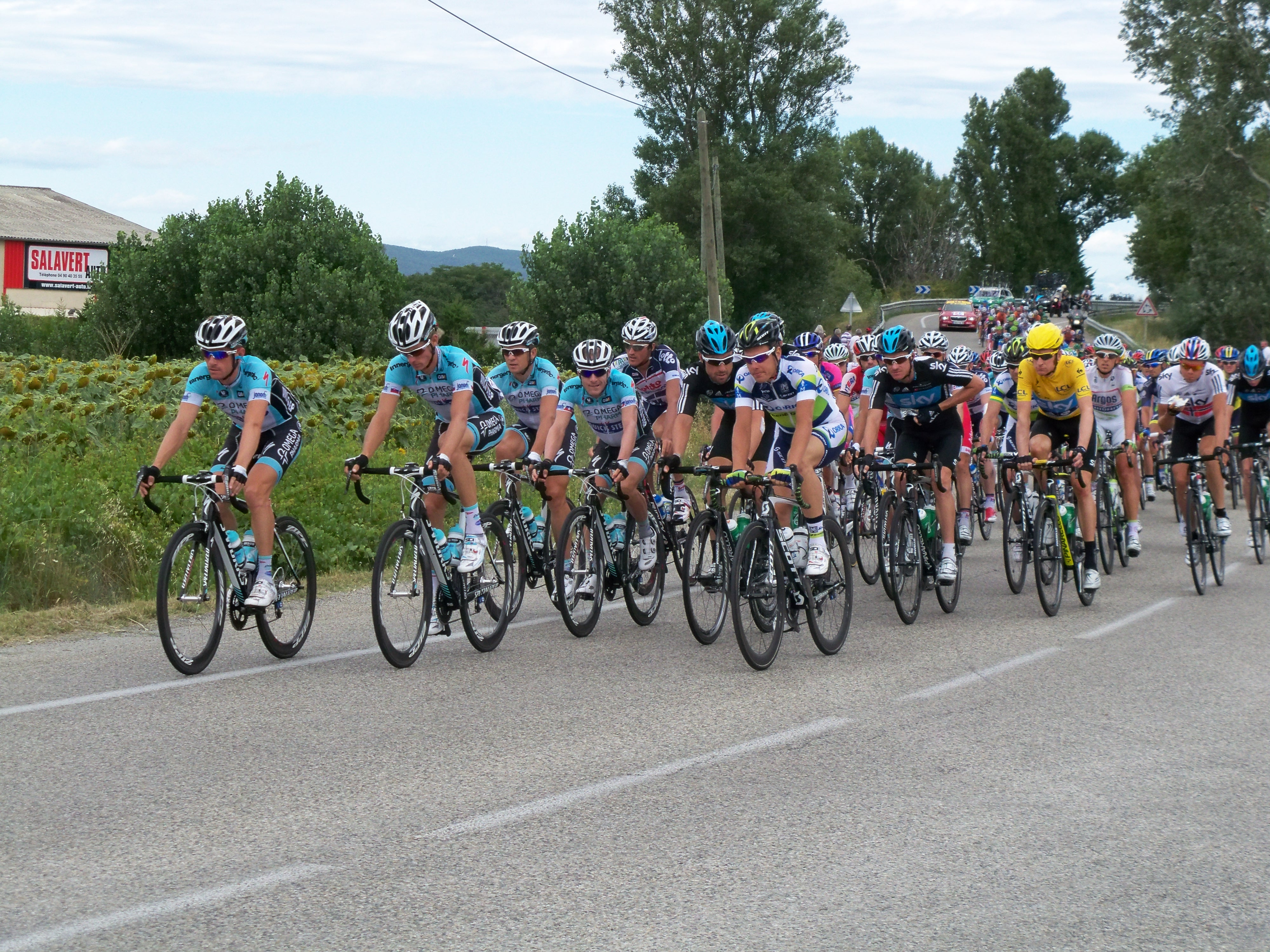
El gran grup a Lamotte-du-Rhône (Km 40).

|    | Ciclista                   | Equip                   | Temps      |
| -- | -------------------------- | ----------------------- | ---------- |
| 1  | André Greipel (GER)        | Lotto-Belisol           | 4h 57' 59" |
| 2  | Peter Sagan (SVK)          | Liquigas-Cannondale     | m. t.      |
| 3  | Edvald Boasson Hagen (NOR) | Team Sky                | m. t.      |
| 4  | Sébastien Hinault (FRA)    | AG2R La Mondiale        | m. t.      |
| 5  | Daryl Impey (RSA)          | Orica-GreenEDGE         | m. t.      |
| 6  | Julien Simon (FRA)         | Saur-Sojasun            | m. t.      |
| 7  | Marco Marcato (ITA)        | Vacansoleil-DCM         | m. t.      |
| 8  | Philippe Gilbert (BEL)     | BMC Racing Team         | m. t.      |
| 9  | Peter Velits (SVK)         | Omega Pharma-Quick Step | m. t.      |
| 10 | Danilo Hondo (GER)         | Lampre-Fondital         | m. t.      |

## Classificació general
|    | Ciclista                    | Equip                 | Temps       |
| -- | --------------------------- | --------------------- | ----------- |
| 1  | Bradley Wiggins (GBR)       | Team Sky              | 59h 32' 32" |
| 2  | Chris Froome (GBR)          | Team Sky              | + 2' 05"    |
| 3  | Vincenzo Nibali (ITA)       | Liquigas-Cannondale   | + 2' 23"    |
| 4  | Cadel Evans (AUS)           | BMC Racing Team       | + 3' 19"    |
| 5  | Jurgen Van Den Broeck (BEL) | Lotto-Belisol         | + 4' 48"    |
| 6  | Haimar Zubeldia (ESP)       | RadioShack-Nissan     | + 6' 15"    |
| 7  | Tejay van Garderen (USA)    | BMC Racing Team       | + 6' 57"    |
| 8  | Janez Brajkovič (SVN)       | Astana Qazaqstan Team | + 7' 30"    |
| 9  | Pierre Rolland (FRA)        | Team Europcar         | + 8' 31"    |
| 10 | Thibaut Pinot (FRA)         | FDJ-BigMat            | + 8' 51"    |

## Classificacions annexes
|    | Ciclista                  | Equip               | Punts   |
| -- | ------------------------- | ------------------- | ------- |
| 1r | Peter Sagan (SVK)         | Liquigas-Cannondale | 296 pts |
| 2n | André Greipel (GER)       | Lotto-Belisol       | 232 pts |
| 3r | Matthew Harley Goss (AUS) | Orica-GreenEDGE     | 203 pts |

|    | Ciclista                   | Equip                 | Punts  |
| -- | -------------------------- | --------------------- | ------ |
| 1r | Fredrik Kessiakoff (SWE)   | Astana Qazaqstan Team | 66 pts |
| 2n | Pierre Rolland (FRA)       | Team Europcar         | 55 pts |
| 3r | Chris Anker Sørensen (DEN) | Team Saxo-Tinkoff     | 39 pts |

|    | Ciclista                 | Equip           | Temps       |
| -- | ------------------------ | --------------- | ----------- |
| 1r | Tejay van Garderen (USA) | BMC Racing Team | 59h 39' 29" |
| 2n | Thibaut Pinot (FRA)      | FDJ-BigMat      | + 1' 54"    |
| 3r | Rein Taaramäe (EST)      | Cofidis         | + 41' 59"   |

|    | Equip                 | Temps        |
| -- | --------------------- | ------------ |
| 1r | RadioShack-Nissan     | 178h 50' 10" |
| 2n | Team Sky              | + 12' 38"    |
| 3r | Astana Qazaqstan Team | + 25' 19"    |

## Abandonaments
- Tony Gallopin (RadioShack-Nissan): abandona.